# Cottendorfia florida
Cottendorfia florida är en gräsväxtart som beskrevs av Schult. och Julius Hermann Schultes. Cottendorfia florida ingår i släktet Cottendorfia, och familjen Bromeliaceae. Inga underarter finns listade i Catalogue of Life.